# Kamień Pomorski (gmina)
Kamień Pomorski – gmina miejsko-wiejska położona jest w północno-zachodniej części województwa zachodniopomorskiego, w powiecie kamieńskim. Siedzibą gminy jest miasto Kamień Pomorski.

## Położenie

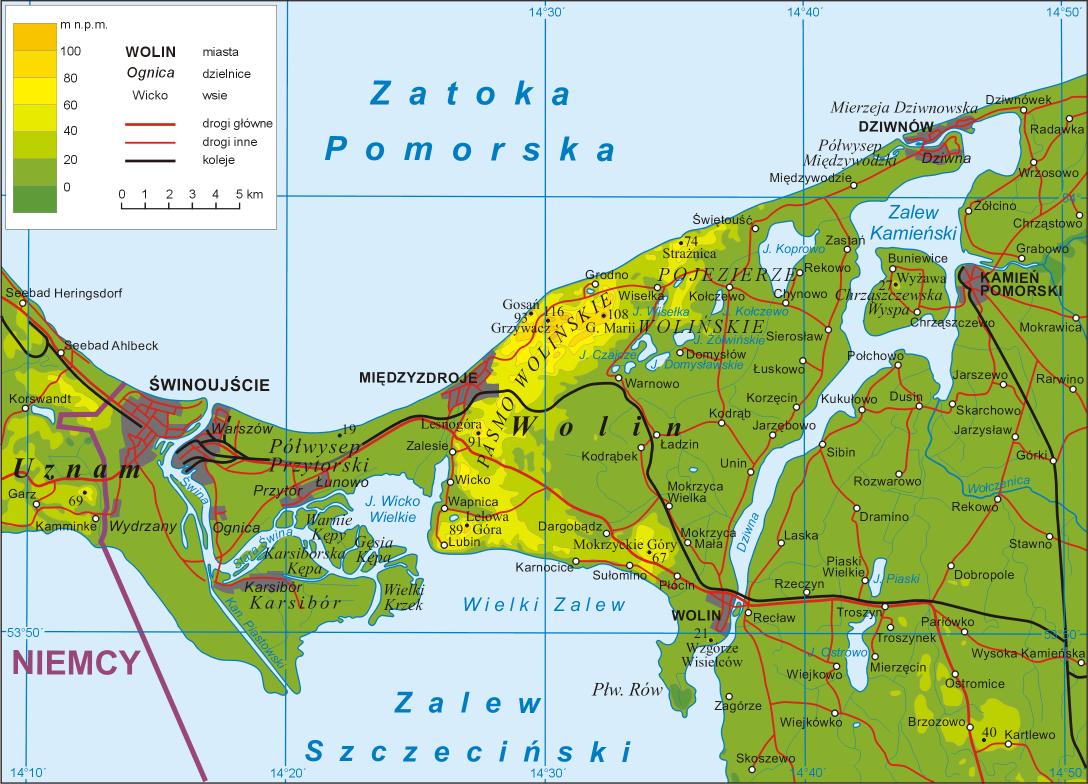
Mapa wyspy Wolin z zaznaczonym Kamieniem Pomorskim

Gmina jest położona w północno-zachodniej części województwa zachodniopomorskiego, w środkowej części powiatu kamieńskiego.
Sąsiednie gminy: Dziwnów, Golczewo, Świerzno i Wolin (powiat kamieński)
Do 31 grudnia 1998 r. wchodziła w skład województwa szczecińskiego.
Gmina stanowi 20,7% powierzchni powiatu.

## Gospodarka
W 2014 r. ustanowiono podstrefę Kamień Pomorski – Kostrzyńsko-Słubickiej Specjalnej Strefy Ekonomicznej, która obejmuje 3 kompleksy o łącznej powierzchni 44,8 ha, na terenie między Kamieniem Pomorskim, a miejscowościami: Rzewnówko i Jarszewo. Przedsiębiorcy podejmujący działalność gospodarczą na terenie podstrefy mogą skorzystać ze zwolnienia z części podatku dochodowego CIT lub części dwuletnich kosztów pracy.

## Demografia
Dane z 30 czerwca 2004:
| Opis                              | Ogółem | Ogółem | Kobiety | Kobiety | Mężczyźni | Mężczyźni |
| --------------------------------- | ------ | ------ | ------- | ------- | --------- | --------- |
| jednostka                         | osób   | %      | osób    | %       | osób      | %         |
| populacja                         | 14 496 | 100    | 7493    | 51,7    | 7003      | 48,3      |
| gęstość zaludnienia (mieszk./km²) | 69,5   | 69,5   | 35,9    | 35,9    | 33,6      | 33,6      |

Gminę zamieszkuje 30,2% ludności powiatu.

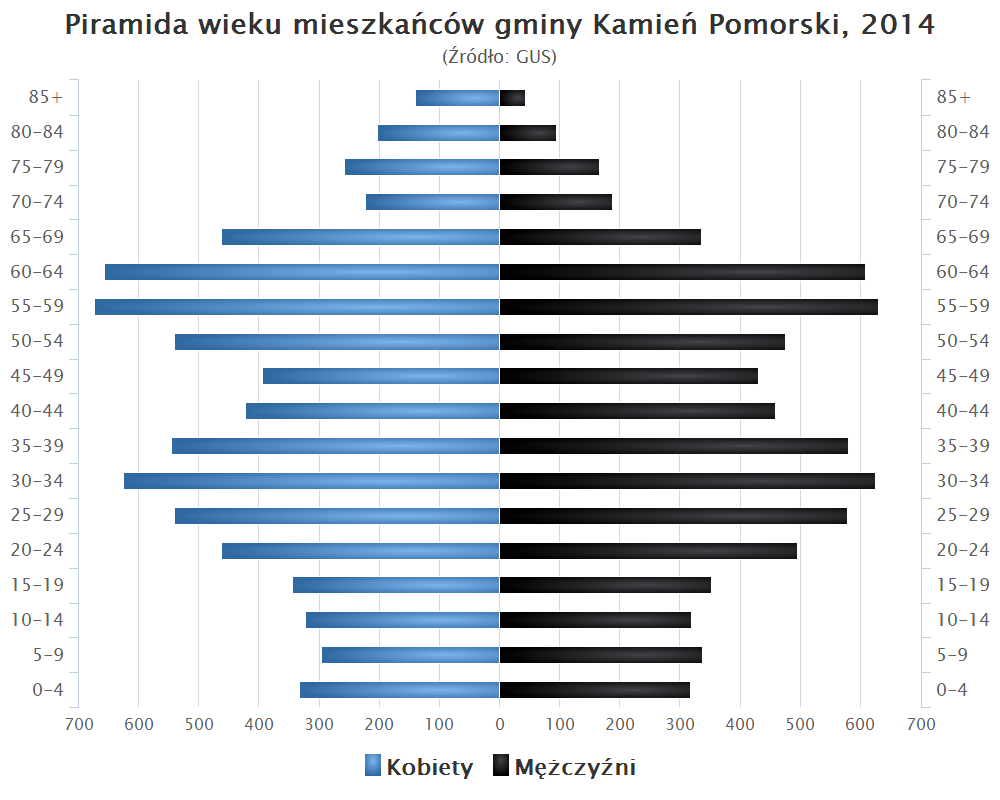
Piramida wieku mieszkańców gminy Kamień Pomorski w 2014 roku

## Przyroda i turystyka
Gmina leży na Równinie Gryfickiej i Wybrzeżu Trzebiatowskim. Zachodnia część gminy położona jest nad cieśniną Dziwną i Zalewem Kamieńskim. W granicach gminy znajduje się także Wyspa Chrząszczewska, położona na Zalewie Kamieńskim. Dziwna i wpadające do Zalewu 2 rzeki: Niemica oraz Wołczenica i jej dopływ Grzybnica dostępne są dla kajaków. Tereny leśne zajmują 10% powierzchni gminy, a użytki rolne 64%.

## Komunikacja
Przez gminę prowadzą drogi wojewódzkie nr 102 łącząca Kamień Pomorski z Dziwnowem (13 km) oraz przez Świerzno (14 km) i Cerkwicę (24 km) do Trzebiatowa (36 km), nr 107 przez Rzewnowo (5 km) do Parłówka i skrzyżowania z drogą krajową nr 3 (16 km) oraz nr 106 z Rzewnowa do Golczewa (17 km).
Kamień Pomorski uzyskał połączenie kolejowe w 1892 r. po wybudowaniu odcinka z Wysokiej Kamieńskiej. W 1906 r. linię wydłużono do Trzebiatowa, a w 1945 r. odcinek ten rozebrano. W 1905 r. do wsi Śniatowo doprowadzono wąskotorową linię kolejową z Golczewa. Linia ta w 1961 r. została zamknięta. W 1982 r. pozostały odcinek Wysoka Kamieńska – Kamień Pomorski został zelektryfikowany. W 2004 r. linia ta została zamknięta, w 2005 r. ruch pociągów przywrócono. Obecnie w gminie czynne są 4 stacje: Kamień Pomorski, Jarszewo, Górki Pomorskie i Stawno.
W gminie czynny jest 1 urząd pocztowy: Kamień Pomorski (nr 72-400).

## Miejscowości
Miasto: Kamień Pomorski (od 1274 r.)
Wsie:
Benice, Buszęcin, Chrząstowo, Chrząszczewo, Dusin, Górki, Grabowo, Grębowo, Jarszewo, Jarzysław, Kukułowo, Połchowo, Rarwino, Rekowo, Rozwarowo, Rzewnowo, Skarchowo, Stawno, Strzeżewo, Szumiąca, Trzebieszewo i Wrzosowo, Borucin, Borzysław, Buniewice, Chrząszczewko, Ducino, Ganiec, Giżkowo, Miłachowo, Mokrawica, Płastkowo, Radawka, Rzewnówko, Sibin, Strzeżewko, Śniatowo, Świniec, Żółcino.

## Administracja i samorząd
W 2016 r. wykonane wydatki budżetu gminy Kamień Pomorski wynosiły 49,3 mln zł, a dochody budżetu 53,2 mln zł. Zobowiązania samorządu (dług publiczny) według stanu na koniec 2016 r. wynosiły 35,4 mln zł, co stanowiło 66,6% poziomu dochodów.
Sołectwa gminy Kamień Pomorski: Benice, Buszęcin, Chrząstowo, Chrząszczewo, Dusin, Górki, Grabowo, Grębowo, Jarszewo, Jarzysław, Kukułowo, Połchowo, Rarwino, Rekowo, Rozwarowo, Rzewnowo, Skarchowo, Stawno, Strzeżewo, Szumiąca, Trzebieszewo i Wrzosowo.